# Alexera secunda
Alexera secunda är en skalbaggsart som beskrevs av Martins och Maria Helena M. Galileo 2007. Alexera secunda ingår i släktet Alexera och familjen långhorningar. Inga underarter finns listade i Catalogue of Life.